# Oskar Back
Pour les articles homonymes, voir Back.
Oskar Back (9 juin 1879, Vienne - 3 janvier 1963, Anderlecht) est un violoniste et pédagogue classique néerlandais d'origine autrichienne. Il a enseigné au Conservatoire d'Amsterdam pendant 42 ans et a également eu une importante carrière d'enseignant en Belgique.

## Biographie
Oskar Back est né à Vienne, en Autriche, fils de parents hongrois. Il a étudié d'abord avec son père puis avec Jacob Grün à l'Académie de musique de Vienne, remportant la médaille d'honneur à l'âge de 16 ans. Il part ensuite en Belgique pour poursuivre ses études avec Eugène Ysaÿe et César Thomson au Conservatoire royal de Bruxelles.
Bien que possédant une superbe technique, il souffrait d'un trac paralysant, ce qui l'a conduit à se consacrer à l'enseignement ,. Il ne s'est aventuré qu'une seule fois sur une scène publique pour un concerto, à Schéveningue le 17 janvier 1908, avec l'Orchestre Philharmonique de La Haye dirigé par Henri Viotta.
Il enseigne d'abord au Conservatoire de Bruxelles en 1898, remplaçant initialement César Thomson, qui donnait fréquemment des concerts,. Plus tard, il a été nommé à un poste d'enseignant à part entière. Il a épousé Maria Anthonia Vermeer en 1906. Ils eurent un fils et une fille. Ils ont divorcé en 1923.
Il quitte la Belgique en 1919, car sa vie était devenue difficile pendant et après la Première Guerre mondiale en tant que citoyen austro-hongrois. Il s'est installé à Amsterdam, aux Pays-Bas, où il a travaillé à perfetionner les violonistes de l'Orchestre du Concertgebouw. Il a même rejoint l'orchestre à certaines occasions par exemple le 21 mai 1920 lors de la grande commémoration de Mahler. Il a enseigné au Conservatoire d'Amsterdam de 1921 jusqu'à sa mort en 1963. Il a également enseigné à partir de 1933 au Conservatoire de Rotterdam (de). Il donnait aussi des leçons particulières à certains élèves. En 1935, il est devenu citoyen néerlandais.
Au début de la Seconde Guerre mondiale, il avait déclaré qu'il était « Volljude ». Après l'occupation des Pays-Bas par les forces allemandes, il a été contraint de produire des documents prouvant que cinq de ses arrière-grands-parents n'étaient pas juifs, et il a été autorisé à poursuivre ses activités.
Parmi ses étudiants, on compte Alma Moodie, Jo Juda (nl), Herman Krebbers, Emmy Verhey, Theo Olof, Davina van Wely (nl) et d'autres. La reine Élisabeth de Belgique a également pris des leçons avec lui. Il a préconisé les exercices d'Otakar Ševčík mais a également encouragé ses étudiants à embrasser un large répertoire qui ne se limitait pas aux pièces virtuoses et aux concertos, mais comprenait des sonates, de la musique de chambre et du répertoire orchestral. Il a également été décrit comme « très strict avec ses élèves ... passionné, colérique, extrêmement travailleur, généreux et charmant », et avait une formidable perception de la psychologie humaine.
Oskar Back a participé à de nombreux jurys de concours, tels que le Concours musical international Reine Élisabeth de Belgique et le Concours international d'exécution musicale de Genève.
Il a écrit sa propre cadence pour le Concerto pour violon de Brahms en ré.
Oskar Back est décédé à Anderlecht, en Belgique, en 1963, à l'âge de 83 ans.

## Héritage
Bien qu'il n'ait fait aucun enregistrement, Oskar Back a créé une fondation pour aider financièrement les jeunes violonistes talentueux en difficulté. Cela a conduit Theo Olof à co-fonder le Concours national de violon Oskar Back (nl) en 1967, qui a lieu aux Pays-Bas tous les deux ans depuis lors. Il est ouvert aux violonistes néerlandais âgés de 17 à 26 ans . Parmi les gagnants, on trouve Emmy Verhey, Jaap van Zweden et Vera Beths.